# Hexatrygon bickelli
Hexatrygon bickelli е вид акула от семейство Hexatrygonidae. Видът не е застрашен от изчезване.

## Разпространение и местообитание
Разпространен е в Австралия (Западна Австралия, Куинсланд и Северна територия), Индонезия (Бали, Калимантан, Малки Зондски острови, Малуку, Папуа, Сулавеси, Суматра и Ява), Китай, Провинции в КНР, САЩ (Хавайски острови), Тайван, Филипини и Южна Африка (Източен Кейп).
Обитава крайбрежията и пясъчните дъна на океани, морета и рифове. Среща се на дълбочина от 243 до 1120 m, при температура на водата от 5,2 до 7,3 °C и соленост 34,3 – 34,6 ‰.

## Описание
На дължина достигат до 1,1 m.